# Holland Car

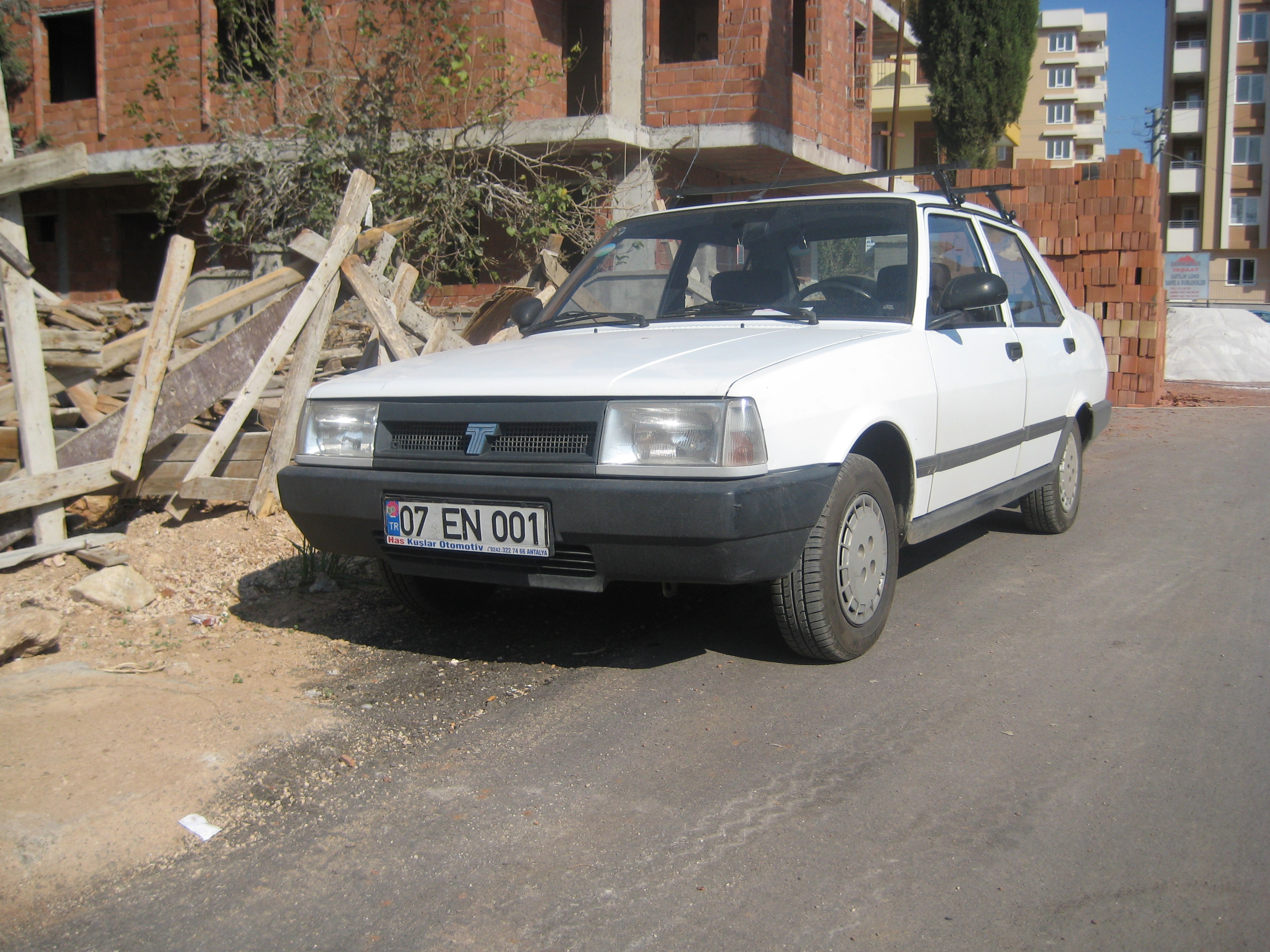
De Holland DOCC was een gerebadgede Tofaş Şahin

Holland Car PLC (ኔዘርላንድ መኪና) was een Ethiopische CKD-autofabriek met officiële hoofdkantoren in het  Getu Commercial Center en het TK International Building in Addis Abeba. De algemeen directeur was Tadesse Tessema Alemu en het bedrijf had 200 voltijdse werknemers en een fluctuerend aantal parttime medewerkers. Het bedrijf werd in 2014 failliet verklaard.

## Beschrijving
Holland Car werkte met twee fabrieken. De hoofdfabriek bevond zich in Mojo. Een tweede assemblagefabriek werd eind 2008 geopend onder de naam Cassiopeia Assembly Factory en was gevestigd in Tatek.
Holland Car werd in 2005 opgericht als een joint venture tussen het Nederlandse bedrijf Trento Engineering BV en Ethio-Holland PLC, een Ethiopische importeur van gebruikte Lada-auto's uit Nederland. Het eerste product was de Holland DOCC (Dutch Overseas Car Company), een gerebadgede Tofaş Şahin die was afgeleid van de Fiat 131.

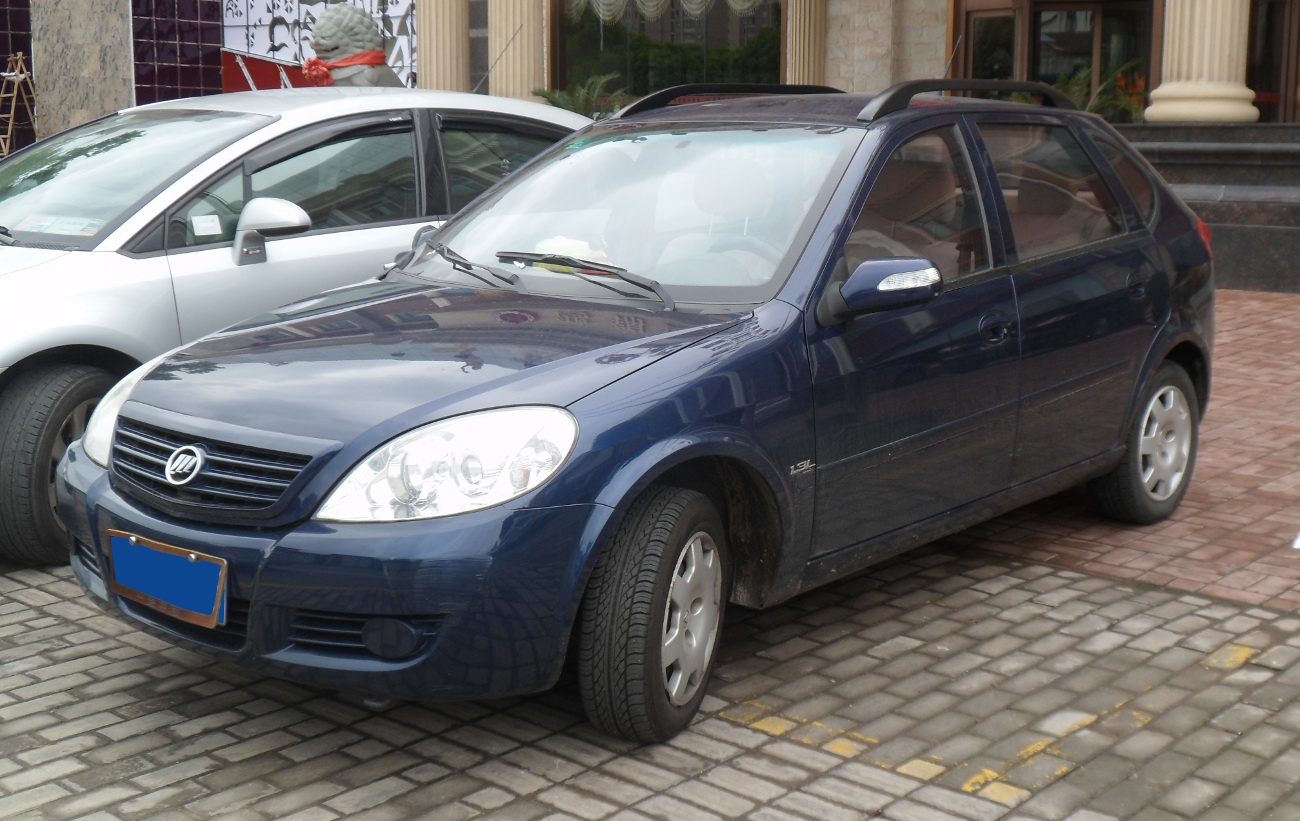
De Holland Abay was een gerebadgede Lifan 520

Vanaf 2007 assembleerde Holland Car de Lifan 520 als de Holland Abay, maar de relatie met de Chinese Lifan Group werd in 2009 beëindigd. Holland Car beweerde dat het Chinese bedrijf probeerde de controle over zijn Ethiopische partner te nemen, terwijl Lifan stelde dat de reden voor de beëindiging was dat de verkoop niet aan de verwachtingen voldeed.
In 2009 startte het bedrijf een nieuwe joint venture met het Chinese JAC Motors. Nieuwe producten in 2009 waren de Holland Tekeze, de Holland Abay Executive en de Holland Awash Executive. Het laatste product van Holland Car was de Shebelle, voor het eerst uitgebracht in 2010.
In 2009 won Holland Car de Africa’s Small, Medium and Micro Enterprises Award in de categorie meest innovatieve bedrijf en de overall winnaar van de Africa SMME 2009 van het jaar.
In april 2013 bleek dat de oprichter Tadesse Tessema Ethiopië had verlaten en geen auto's meer leverde aan meer dan 100 kopers. Op 17 april 2013 werden in Ethiopië rechtszaken aangekondigd, er werd gestreefd naar uitlevering van Tadesse Tessema. In april 2013 werd ook breeduit gerapporteerd dat Tadesse Tessema zou worden toegevoegd aan de lijst van door Interpol gezochte personen.

## Modellen
- Holland DOCC (2005-2010)
- Holland Abay (2007-2010)
- Holland Abay Executive (2009-2013)
- Holland Tekeze (2009-2013)
- Holland Awash Executive (2009-2013)
- Holland Ahadu (2011-2013)
- Holland Emay (2011-2013)
- Holland Naomi (2011-2013)
- Holland Shebelle (2010-2013)